# Tulnici
Tulnici é uma comuna romena localizada no distrito de Vrancea, na região de Moldávia. A comuna possui uma área de 275.76 km² e sua população era de 3909 habitantes segundo o censo de 2007.